# Association des amis du Petit Anjou
L’Association des amis du Petit Anjou ou AAPA est une association ayant pour but de perpétuer le souvenir du chemin de fer de l’Anjou à voie métrique, dit le « Petit Anjou », par des expositions, commémoration et par la préservation de matériel ferroviaire en Anjou.
L’association a créé un site sur la commune de Saint-Jean-de-Linières, dans le département de Maine-et-Loire, sur les emprises de l'ancienne gare historique de La Roche.

## Histoire

### Création et premier site (1983-1991)
Après la fermeture du chemin de fer départemental du Petit Anjou en 1948, Michel Harouy, dès 1960 et Michel Raclin entreprennent chacun de leur côté des recherches sur ce réseau. Ils se rencontrent en 1972 alors qu’ils recherchent des cartes postales d’époque dans un marché aux puces. Cette rencontre est le début d'une longue collaboration où ils mettent alors en commun leurs recherches et constituent une importante collection de cartes postales et de témoignages des anciens de ce chemin de fer. Désireux de partager leur passion et le résultat de leurs recherches, ils projettent la création d'une exposition et la publication d'un ouvrage. Ce projet nécessitant des soutiens et un statut juridique, ils fondent en 1983 une association à but non lucratif dénommée : Association des Amis du Petit Anjou (AAPA).
Tout en poursuivant la collecte de petits objets, ils entreprennent l'écriture du livre avec le renfort de Max Mary et Gérard Dezaire, l'ouvrage est publié en 1986 aux éditions Cheminement. Durant cette même année 1986, l’association commence à voir plus grand en réalisant l'acquisition d'un premier matériel roulant du petit train avec la voiture AC 21. La commune de Saint-Jean-de-Linières participe en mettant à disposition un terrain communal qui permet d'installer un petit tronçon de voie métrique pour stocker la voiture. D'autres acquisitions viendront la rejoindre, le manque d'abri ne permet pas d'entreprendre, dans de bonnes conditions, d'importants travaux de rénovations.

### Le Sauloup (1991-2001)
L'évolution importante va être, en 1991, le prêt par les Compagnons d’Emmaüs d'un terrain constructible à Sauloup, toujours sur la commune de Saint-Jean-de-Linières. Les membres de l'association vont  bâtir un hangar et  poser une première voie d'environ 50 m. 
Les membres restaurent entre 1992 et 1993 un lorry, puis le premier véhicule à moteur, une draisine à essence,  terminé en 1994. Ces nouvelles installations s’avèrent rapidement trop exiguës, l'espace couvert et la voie sont prolongés en 1995 pour permettre le stockage et la mise à l'abri de nouveaux véhicules, notamment la voiture B 111. 
L'atelier de restauration est équipé avec des machines-outils et une cuisine pour les bénévoles est aménagée. En 1997 le parc de matériel roulant s'enrichit au point de nécessiter la pose d'une deuxième voie en lien avec celle d'origine par des aiguillages.

### La Maladrie (2002-2016)

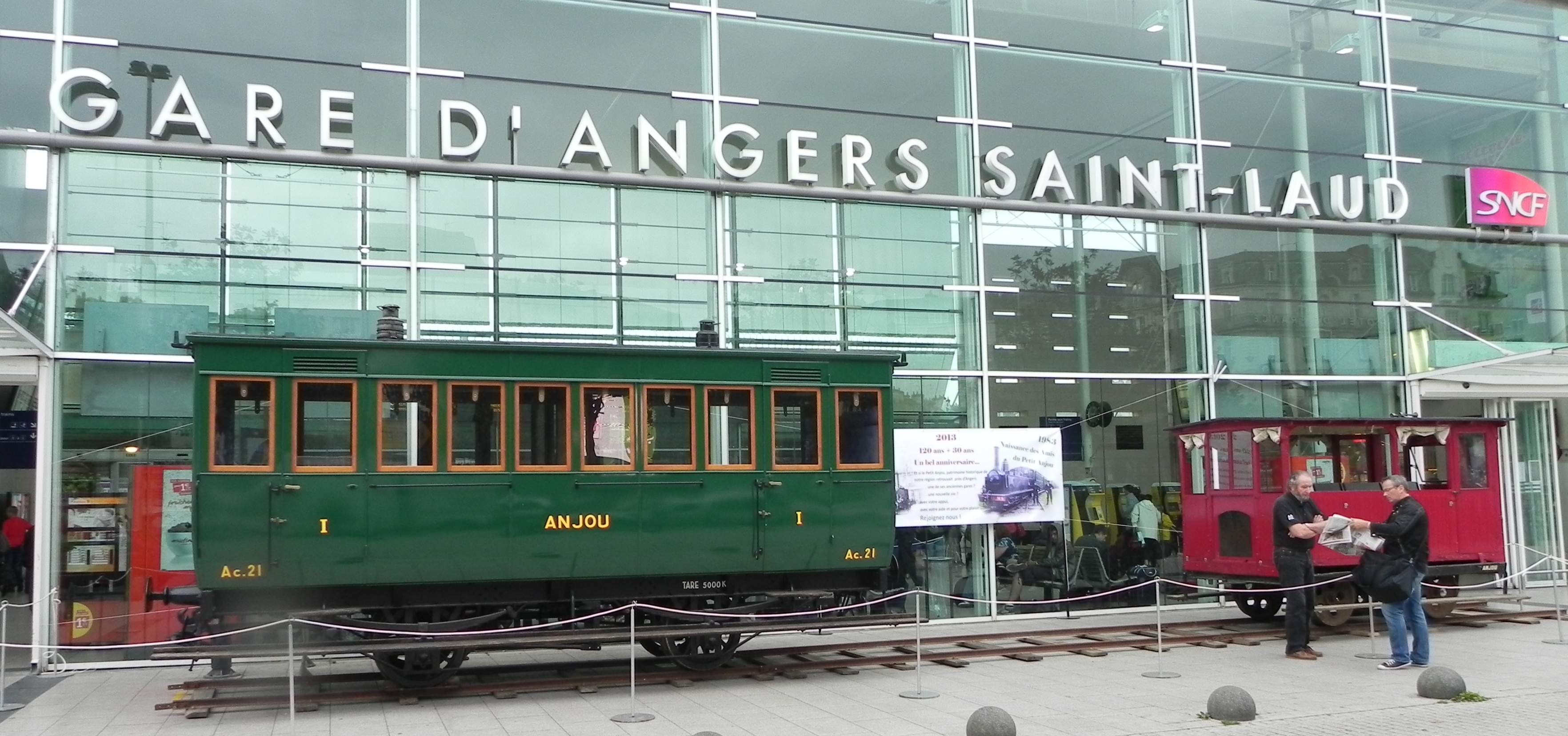
La voiture Ac21 et la draisine SE4 devant la gare d'Angers lors des journées du patrimoine de 2011

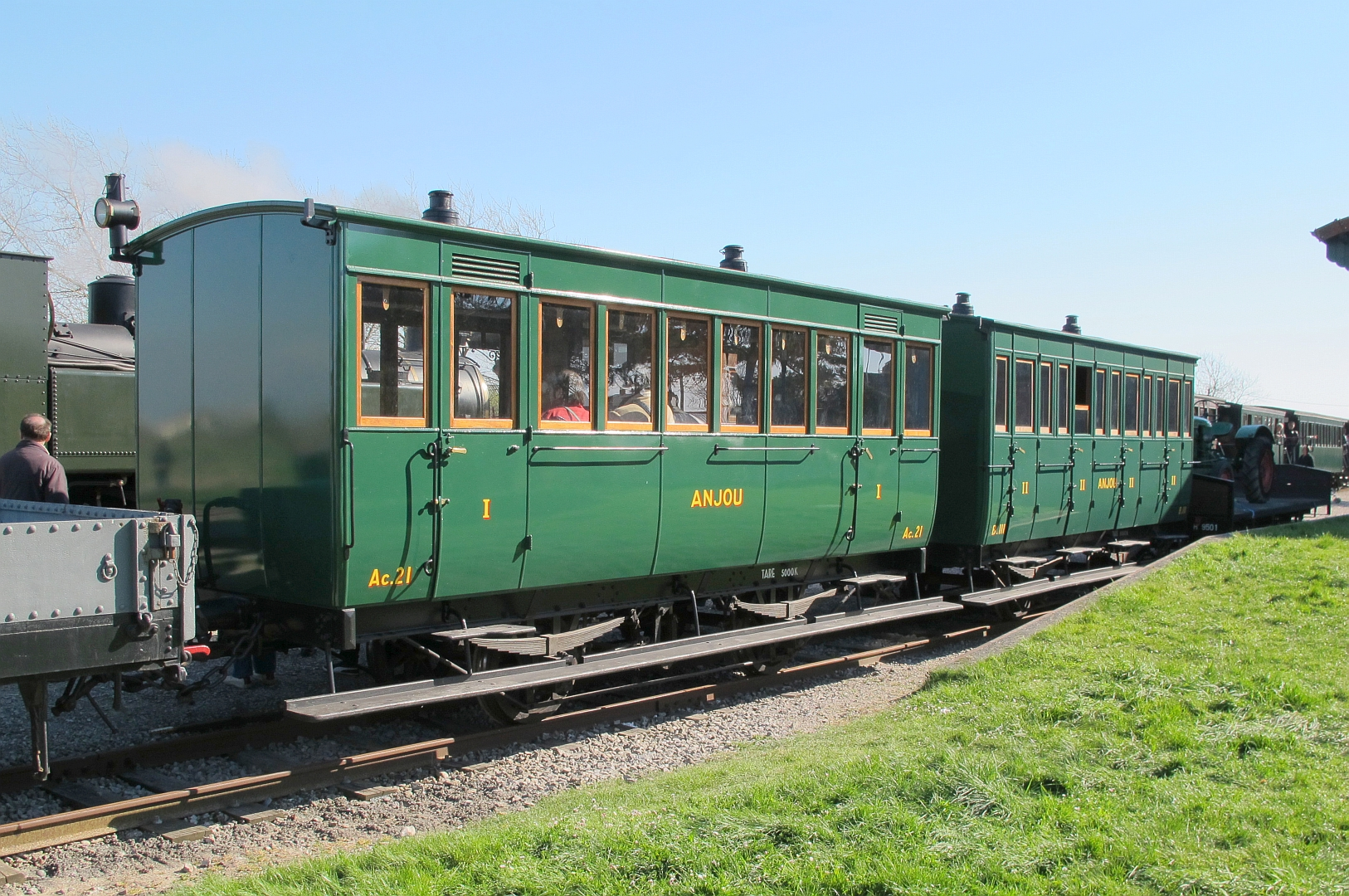
Les voitures Anjou Ac.21 et B.111 sur le chemin de fer de la baie de Somme en 2013.

Un nouveau changement intervient en 2001, Emmaüs Angers souhaite récupérer le terrain. L'association va déménager dans un nouveau lieu, proposé à la location par la municipalité de Saint-Jean-de-Linières, sur la zone industrielle de la Maladrie. 
Un nouvel atelier est édifié pendant l'été 2001 et l'équipe de bénévoles passe une année à l'aménager, poser quatre voies et à procéder au déménagement de l'ensemble du matériel. L'inauguration du nouveau site a lieu au mois de septembre 2002. En 2004 l'atelier est agrandi avec la pose d'une deuxième voie couverte.
Pendant ce temps, les membres s'activent, notamment sur : la voiture B 111 commencée en 1995 et achevée en 2000 ; un locotracteur diesel de marque Dujardin originaire des ardoisières de Trélazé capable de tracter la B 111 est restauré en 2001 ; un locotracteur V10C est-allemand de marque LKM restauré en 2005-2006, devient le nouveau véhicule tractant de l'association ; un wagon tombereau est restauré entre 2005 et 2007 ; un wagon couvert et d’un fourgon avec un compartiment postal. 
La voiture Ac.21  finie en 2008  est inaugurée à l’occasion des festivités organisées pour les 25 ans de l’association. Cette dernière peut faire circuler une rame avec  deux voitures voyageur et un tombereau attelés derrière le locotracteur V10C . En 2009 un particulier prête à l’AAPA une locomotive à vapeur et deux wagons. Il s’agit de la seule locomotive presque fonctionnelle (la chaudière nécessite d’être remplacée) dont dispose l’association, qui peut la montrer à ses visiteurs.
Depuis 2013, l'association étudie le projet d'installation d'un musée sur le site de l'ancienne gare de La Roche à Saint-Jean-de-Linières, ainsi que la création d'une ligne touristique.

### Gare de La Roche (à partir de 2014)

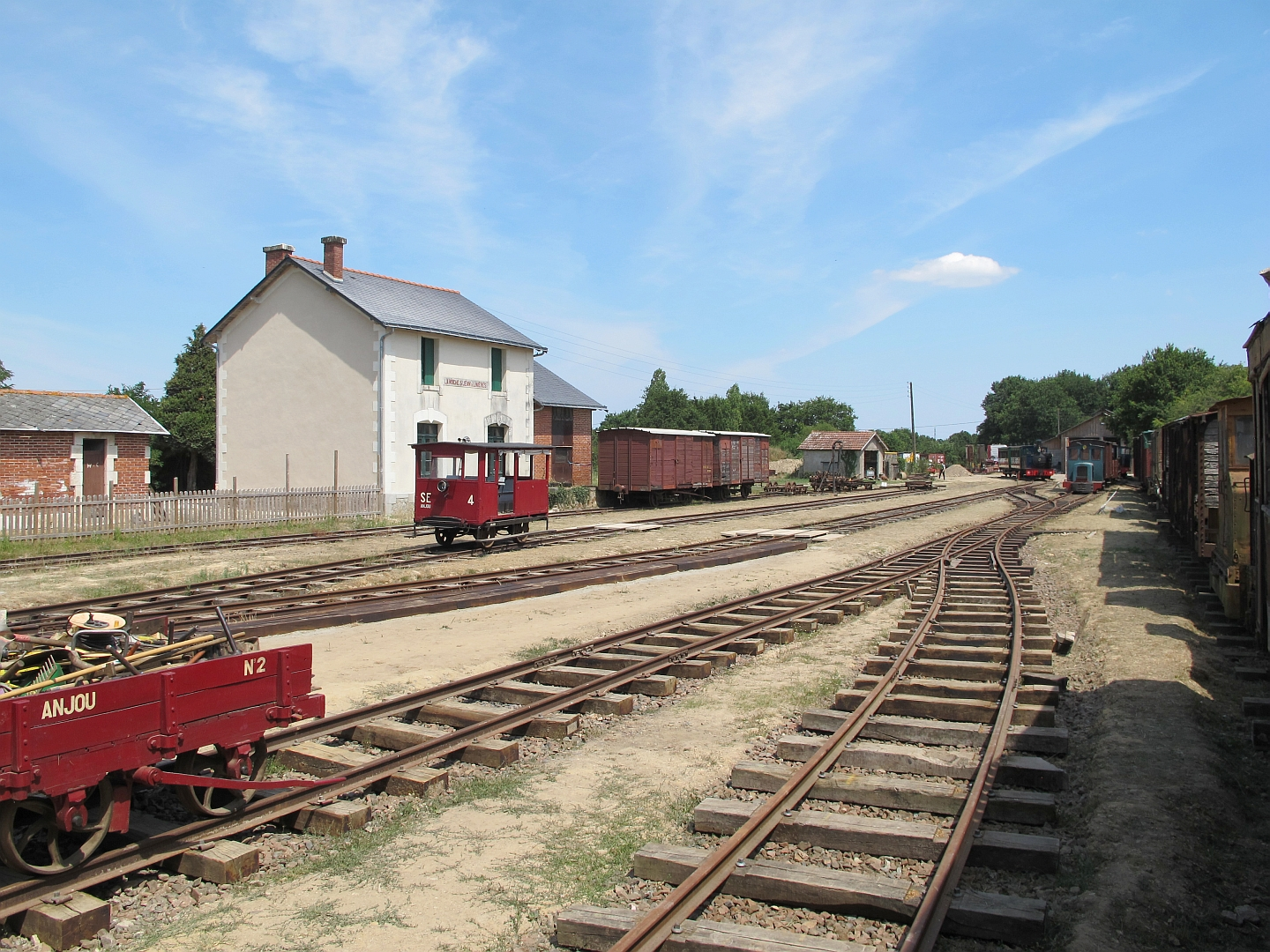
Vue générale des installations de la gare de La Roche en 2019.

En juin 2014, l'Association des Amis du Petit Anjou se porte acquéreuse de la gare de La Roche à Saint-Jean de linières, par le biais  d'une souscription sous l'égide de la Fondation du Patrimoine afin de réhabiliter l’ancienne gare historique du Petit Anjou, et d’y transférer toutes ses activités de préservation, conservation et reconstruction des matériels et objets de ce patrimoine industriel angevin. À partir de ce lieu, l'association envisage de déployer au cours des prochaines années une nouvelle voie vers Angers, pour permettre la présentation dynamique des matériels qu’elle a préservés et reconstruits.
En novembre 2016, comme le titre le bulletin de l'association, « le site de la Maladrie n'est plus qu'un souvenir » : toutes les activités sont désormais transférées sur le site de la gare de La Roche à Saint-Jean-de-Linières .
En 2022, l’étage de la gare est aménagé en salle de réunion pour l’association.
En mai 2023, à l'occasion de la fête des 40 ans de l'association, l'autorail De Dion Bouton JM3 (toujours en cours de reconstruction) effectue ses premiers tours de roue par ses propres moyens.

## Véhicules

### Véhicules originaires du Petit Anjou
| No     | Type          | Constructeur et date           | État actuel                | Notes                                                                                     | Photo |
| ------ | ------------- | ------------------------------ | -------------------------- | ----------------------------------------------------------------------------------------- | ----- |
| B 111  | Voiture       | Blanc-Misseron, 1892           | Circulante, restaurée      | Classé MH (2006)                                                                          |       |
| B 118  | Voiture       | Blanc-Misseron, 1896           | En attente restauration    |                                                                                           |       |
| B 130  | Voiture       | Blanc-Misseron, 1899           | En exposition              | Une moitié d'une voiture coupée en deux, dont seule la banquette d’extrémité est exposée. |       |
| Ac 21  | Voiture       | Blanc-Misseron, 1896           | Circulante, restaurée      |                                                                                           |       |
| K 509  | Wagon couvert | Blanc-Misseron, 1893           | En attente de restauration | Classé MH (2006)                                                                          |       |
| K 510  | Wagon couvert | Blanc-Misseron, 1893           | En attente de restauration |                                                                                           |       |
| K 568  | Wagon couvert | Blanc-Misseron, 1896 ou 1899   | Circulant, restauré        |                                                                                           |       |
| Dp 208 | Fourgon       | Blanc-Misseron, 1896           | Restauration en cours.     |                                                                                           |       |
| Dp 251 | Fourgon       | Blanc-Misseron, 1896           | Opérationnel               |                                                                                           |       |
| SE x   | Draisine      | Billard, 1929                  | Restauration en cours      |                                                                                           |       |
| 24     | Autorail      | De Dion-Bouton, type JM3, 1930 | Restauration en cours      | Reconstruction à partir d'éléments d'origine préservés (essieux et transmission, moteur). |       |

### Véhicules originaires des ardoisières de Trélazé
| No  | Type                      | Constructeur et date        | État actuel   | Notes                    | Photo |
| --- | ------------------------- | --------------------------- | ------------- | ------------------------ | ----- |
| 61  | Locotracteur diesel 2LT18 | Dujardin, 1946              | Circulant     | Recarrossé               |       |
| 3   | Motrice électrique        |                             | En exposition |                          |       |
| 13  | Motrice électrique        | F. Guillerme, Bayonne, 1911 | En exposition |                          |       |
| 20  | Wagonnet à bascule        |                             | Circulant     |                          |       |
| 21  | Wagonnet à bascule        |                             | Circulant     |                          |       |
| 34  | Wagonnet à bascule        |                             | Circulant     |                          |       |
| 35  | Wagonnet à bascule        |                             | Circulant     | Modifié pour ballastage. |       |
| 104 | Wagonnet à bascule        |                             | Circulant     |                          |       |

### Véhicules moteurs provenant d’autres réseaux
| Réseau d'origine                              | No            | Type                     | Constructeur et date | État actuel                | Notes | Photo |
| --------------------------------------------- | ------------- | ------------------------ | -------------------- | -------------------------- | --- | ----- |
| Tramways de la Drôme (no 16)                  | 38            | Locomotive 030           | Pinguély, 1897       | Hors service               | Classé MH (2006) · Confiée par un particulier à l'association. La chaudière est à refaire.                                                        |       |
| chemin de fer du Beaujolais                   |               | Locomotive 030           | Pinguély, 1899       | Exposée                    | Une cabine a été construite par les élèves du lycée Henry Dunant, puis plusieurs éléments ont été repeints par des jeunes des communes alentour). |       |
| VEB Mansfeldkombinat August-Bebel-Hütte (RDA) | 250 435       | Locotracteur diesel V10C | LKM, 1967            | Circulant                  | Restauré en 2006 et recarrossé |       |
| SE                                            | SE 4 CFTA 261 | Draisine                 | Billard, 1929        | Circulante, restaurée      | Classé MH (2007) |       |
| ancien tramway d’Angers                       | 15            | Motrice électrique       | Buire, 1912 ou 1913  | En attente de restauration | |       |
| VEB Braunkohlenwerk(RDA)                      | 250 327       | Locotracteur diesel V10C | LKM, 1963            | En attente de restauration | Ancienne locomotive à voie de 900 mm, adaptée à l'écartement métrique (1 m).                                                                      |       |

### Véhicules remorqués provenant d’autres réseaux
| Réseau d'origine                                   | No           | Type                        | Constructeur et date            | État actuel                | Notes                                       | Photo |
| -------------------------------------------------- | ------------ | --------------------------- | ------------------------------- | -------------------------- | ------------------------------------------- | ----- |
| S.E Somme                                          | K 2205       |                             |                                 |                            |                                             |       |
| S.E Somme                                          | K...         |                             |                                 |                            | Confiée par un particulier à l'association. |       |
| Tramways des Deux-Sèvres                           | Lf pi        | Tombereau                   | Baume & Marpent, 1896           | Circulant, restauré        |                                             |       |
| Chemin de fer du Blanc-Argent                      | I 324 TK 324 | Tombereau                   | Carel et Fouché, 1908           | En attente de restauration |                                             |       |
| Tramways des Deux-Sèvres                           |              | Wagon plat                  | Baume & Marpent, date inconnue. |                            |                                             |       |
| chemin de fer du Blanc-Argent                      | H 407 N 407  | Wagon plat à ridelles       | Blanc-Misseron, 1901            |                            |                                             |       |
| chemin de fer du Blanc-Argent                      | HH 439 N 439 | Wagon plat à bords tombants | Blanc-Misseron, 1901            | Réserve de pièces          |                                             |       |
| chemin de fer du Blanc-Argent                      | K 254        | Wagon couvert               | Blanc-Misseron, 19XX            | Déconstruction pour pièces |                                             |       |
| chemin de fer du Blanc-Argent                      | K 260        | Wagon couvert               | Blanc-Misseron, 19XX            | Réserve de pièces          |                                             |       |
| Tramways des Deux-Sèvres                           |              | Grue roulante               | Baume & Marpent, 19XX           | En attente de restauration |                                             |       |
| Chemins de fer fribourgeois Gruyère–Fribourg–Morat | Uhk1102      | Wagon-citerne               | SIG, 1971                       |                            | Confiée par un particulier à l'association. |       |
|                                                    |              | Lorry                       |                                 | Circulant, restauré.       |                                             |       |

## Publications

### Les dossiers de l'AAPA
- D'Angers à Poitiers: avec la Compagnie du Maine-et-Loire et Nantes et l'administration des chemins de fer de l'état : 1877, volume 5, 1993, 116 pages.
- De la Possonnière à Chalonnes et au Perray-Jouannet: 1884, volume 9, 1993, 68 pages.
- Histoire du pont de Pruniers : des chemins de fer de l'Anjou, volume 17, 1995, 32 pages.
- Vihiers au temps du petit Anjou, 1896-1948, volume 18, 1996, 24 pages.
- De Vihiers à Cholet au temps du petit Anjou, 1896-1948: par St-Hilaire-du-Bois, Coron, Vezins, La Poterie, Nuaillé 1996, 36 pages.
- Le petit-Anjou en pays saumurois, 1896-1948, volume 20 1997, 24 pages
- Le raccordement des réseaux sud et nord du petit-Anjou: de Chalonnes-sur-Loire à Saint-Jean-de-Linières par Saint-Martin-du-Fouilloux : 1900-1944, volume 21, 1998, 40 pages
- Le Petit Anjou en pays nantais : de Cholet à Nantes par Beaupréau, 1899-1947 : petite histoire du rail en Anjou, 2003

### Ouvrage
- Michel Harouy, Michel Raclin, Max Mary, Gérard Dezaire, Le Petit Anjou. Soixante ans de la vie des petits trains en Anjou et en pays nantais, éditions Cénomane, Le Mans, 1986  (ISBN 9782905596130).
- Michel Raclin, Michel Harouy, Une mémoire sur les rails : le Petit-Anjou au quotidien, éditions Cheminements, 1998  (ISBN 9782909757773).